# جورج كيلي (مغني)
جورج كيلي (بالإنجليزية: George Kelly)‏ هو مغني أمريكي، ولد في 31 يوليو 1915 في ميامي في الولايات المتحدة، وتوفي في 24 مايو 1998.

## وصلات خارجية
- جورج كيلي على موقع ميوزك برينز (الإنجليزية)
- جورج كيلي على موقع أول ميوزيك (الإنجليزية)
- جورج كيلي على موقع ديسكوغز (الإنجليزية)